# Красные Станки
Красные Станки — деревня в Новгородской области, входит в состав Пролетарского городского поселения Новгородского района. Численность населения по переписи 2010 года — 217 человек.
Исторически расположена на дороге Петербург — Москва; объездная Новгорода, построенная в брежневский период, проходит чуть севернее деревни. Развилка Новгородской объездной и дороги на Великий Новгород через Пролетарий и Бронницу — восточнее деревни.
У деревни протекают ручьи Богдановец (Богдановский) и Постенский, впадающие в реку Большая Ниша.
Стало обыденным произнесение названия деревни с ударением на последний слог, «Красные Станки́», но исходное название происходит от слова «стан» (ямская станция, ста́нок — маленькая ямская станция), то есть «Красные Ста́нки».

## История
Населённый пункт уже существовал, как минимум, в третьей четверти XVII века — он упоминается в дневнике Патрика Гордона.
В 1841 году «Журнал Министерства внутренних дел» сообщал, что в деревне удельного ведомства Красные Станки будет открыта одна из новых почтовых станций на дороге Петербург — Москва.
На 1884 год в Красностанскую волость входили 44 населённых пункта, в волости проживали 4065 человек.
С 1885 года  в Красных Станках существовал деревянный храм Святой Троицы.
На 1908 год село Красные Станки — центр Красностанской волости Крестецкого уезда; в волости учтено 49 населённых пунктов и суммарно 5262 жителя, в самих Красных Станках — 409 жителей. В Красных Станках, на 1908 год, существовали приходская церковь, школа, почтовая станция.
В сентябре 1921 года Красностанская волость была перечислена из Крестецкого в Новгородский уезд. В апреле 1924 года, в рамках укрупнения волостей Новгородского уезда, Красностанская и Зайцевская волости были объединены под названием Зайцевская волость, при этом её центром стали Красные Станки. В 1927 году уезды и волости были упразднены.
В советский период и позже  (по 2005 год) — центр Красностанского сельсовета.
В 1927—1932 и 1941—1963 годах Красные Станки — в составе Бронницкого / Мстинского района, в 1932—1941 годах и с 1963 по настоящее время — в составе Новгородского района (в 1963—1965 — Новгородский сельский район).
В июле 1941 года в Красных Станках разместились командование и штаб 28-й танковой дивизии.
В XX веке прекратили существование деревни Красностанского сельсовета Баложи, Глухово, Жихново и Устье; Глухово официально снято с учёта решением облисполкома в 1968 году, Устье — в 1974 году. В Устье было имение инженера Казимира Рейхеля, существовала (ныне в руинах) церковь великомученицы Варвары.
На 2002 год в Красностанский сельсовет входили 5 деревень — Красные Станки, Дорожно, Поляны, Поводье, Слюзово. В Красных Станках было учтено 220 жителей, во всём сельсовете — 519.
В 2005 году деревня вошла в состав Гостецкого сельского поселения. С апреля 2010 года — в составе Пролетарского городского поселения.

## Население
| 2010 |
| ---- |
| 217  |

По переписи населения 2002 года, в деревне проживали 220 человек (96 % русские)